# ベストファイトボクシング
ベストファイトボクシング（Best Fight Boxing）は、CSテレビ放送局スカイ・A sports+のプロボクシング中継、あるいは興行名。

## 概要
スカイAとしては1990年代より関西にて開催されていたデイリースポーツ後援のプロボクシング興行を「デイリーベストファイトボクシング」として放送していた。後にデイリースポーツは降板し「スカイ・A Best Fight Boxing」に改称。
2000年代に入ると定期放送枠としてテレビ朝日が放送してきたヨネクラプロモート「エキサイトボクシング」と読売テレビが放送してきた大阪帝拳プロモート「ドラマチックボクシング」を引き継いた。これによりスカイAではおおむね月1，2回の頻度で東日本・西日本・中日本地区の興行を中継するようになった。
主な主催ジムとして西日本地区では千里馬神戸など、東日本地区ではワタナベ、角海老など多岐に渡っていた。
「ベストファイトボクシング」で放送される試合は東洋太平洋・日本タイトルマッチや世界前哨戦、注目度の高いアマチュアエリートのプロデビュー戦の後日録画（2000年代前半までは大半が生中継）が主だが、稀に世界タイトルマッチを生中継あるいは同日録画として放送する場合もあり（一例として2008年5月19日のWBA世界ライト級タイトルマッチ、ホセ・アルファロ vs 小堀佑介）、日本の選手が出場する海外での世界タイトルマッチも含まれていた。
また、女子ボクシング中継もJBCによる公認前より取り組んでおり、世界・東洋太平洋タイトルマッチを中心に積極的に放送を重ねていた。
2014年より月1回の情報番組として「ボクシング・ステーション」を編成していた。
2012年頃より「Best Bout Boxing（ベストバウトボクシング）」、さらに2014年4月より「BOX-1（ボックス・ワン）」に改題されたが、2016年を最後にスカイAはボクシング中継から撤退。

## 解説
- 大橋秀行
- 石本雅巳
- 城島充

## 実況
- 河路直樹
- 寺西裕一

アンダーカードの素材収録（地方局などの報道番組やBOXING RAISE、フュチュール公式YouTubeチャンネルなどで使用）は朝日放送アナウンサーが担当。